# Diloba trimaculata
Diloba trimaculata är en fjärilsart som beskrevs av Barend J. Lempke 1966. Diloba trimaculata ingår i släktet Diloba och familjen nattflyn. Inga underarter finns listade i Catalogue of Life.